# Franciszek Konarkowski
Franciszek Konarkowski (ur. 14 sierpnia 1906 w Inowrocławiu, zm. 15 listopada 1976) – polski szachista i działacz szachowy, sędzia klasy międzynarodowej.

## Życiorys
Szachami zajmował się już w latach 30. XX wieku, m.in. w 1937 r. zakładając w Toruniu Pomorski Okręgowy Związek Szachowy (wraz z Klemensem Kullą i Mikołajem Tomaszewiczem). W kilka dni po wyzwoleniu Grudziądza (w marcu 1945 r.) reaktywował działalność związku, którego następnie został przewodniczącym. W okresie pełnienia tej funkcji duży nacisk kładł na szkolenie młodzieży. Wychował kilkuset szachistów, z których największe sukcesy odniosła jego córka Henryka, dwukrotna mistrzyni Polski, olimpijka oraz uczestniczka turniejów pretendentek. Przez cały okres swojej szachowej działalności zorganizował wiele międzynarodowych i krajowych turniejów. Od 1959 r. pracował w strukturach Polskiego Związku Szachowego, przez 18 lat pełniąc funkcję przewodniczącego Komisji Rewizyjnej. Za swoje zasługi otrzymał w 1970 r. tytuł honorowego członka PZSzach. Duże osiągnięcia odniósł również jako sędzia szachowy, sędziując wiele imprez o zasięgu międzynarodowym. W 1973 r. jako jedenasty Polak w historii otrzymał tytuł sędziego klasy międzynarodowej FIDE. Do ostatnich dni, pomimo choroby, zajmował się szachami. Jeszcze w dniu swojej śmierci przekazał do rozpowszechnienia wśród klubów województwa napisany w szpitalu biuletyn.